# Chlorophthalmus ichthyandri
Chlorophthalmus ichthyandri är en fiskart som beskrevs av Kotlyar och Parin, 1986. Chlorophthalmus ichthyandri ingår i släktet Chlorophthalmus och familjen Chlorophthalmidae. Inga underarter finns listade i Catalogue of Life.